# Arthroleptis brevipes
Arthroleptis brevipes là một loài ếch thuộc họ Arthroleptidae.
Loài này có ở Togo và có thể cả Ghana.
Môi trường sống tự nhiên của chúng là rừng ẩm vùng đất thấp nhiệt đới hoặc cận nhiệt đới và rừng thoái hóa nghiêm trọng.